# Poznańskie Studia Etnologiczne
Poznańskie Studia Etnologiczne – książkowa seria wydawnicza Wydawnictwa Poznańskiego oraz Wydawnictwa Nauka i Innowacje.
Rada naukowa serii: Andrzej Brencz, Michał Buchowski, Wojciech J. Burszta, Aleksander Posern-Zieliński (przewodniczący), Ryszard Vorbrich.

## Tomy wydane
1. Granica i stereotyp. Pogranicze zaborów w mentalności współczesnych Wielkopolan (Jacek Schmidt, 1997, Wydawnictwo Poznańskie ISBN 83-8743-700-X)
2. Antropologia refleksyjna. O rzeczywistości tekstu (Waldemar Kuligowski, 2001, Wydawnictwo Poznańskie ISBN 83-7177-091-X)
3. Antropologiczne koncepcje plemienia. Studium z historii antropologii brytyjskiej (Wojciech Dohnal, 2001, Wydawnictwo Poznańskie, ISBN 83-7177-101-0)
4. Człowiek do zrobienia. Jak kultura tworzy człowieka. Studium antropologiczne (Tarzycjusz Buliński, 2002, Wydawnictwo Poznańskie, ISBN 83-7177-070-7)
5. Szkice etnologiczne. Dedykowane Profesor Annie Szyfer (red. Andrzej Brencz, 2002, Wydawnictwo Poznańskie, ISBN 83-7177-094-4)
6. Etniczność a religia (red. Aleksander Posern-Zieliński, 2003, Wydawnictwo Poznańskie, ISBN 83-7177-392-7)
7. Reklama w kulturze współczesnej (Adam Pomieciński, 2005, Wydawnictwo Poznańskie, ISBN 83-7177-363-3)
8. Zwierzęta w kulturze górali himalajskich (Przemysław Hinca, 2006, Wydawnictwo Poznańskie, ISBN 83-7177-433-8)
9. Émile Durkheim jako teoretyk kultury (Piotr Fabiś, 2008, Wydawnictwo Poznańskie, ISBN 83-7177-507-9)
10. Migracje a heterogeniczność kulturowa. Na podstawie badań antropologicznych w Poznaniu (red. Michał Buchowski, Jacek Schmidt, 2012, Wydawnictwo Nauka i Innowacje, ISBN 978-83-63795-03-0)
11. Azja u bram. Studium nad migracjami Buriatów w Rosji (Zbigniew Szmyt, 2012, Wydawnictwo Nauka i Innowacje, ISBN 978-83-63795-10-8)
12. Etnologia polska: historie i powinowactwa (Michał Buchowski, 2012, Wydawnictwo Nauka i Innowacje, ISBN 978-83-63795-08-5)
13. Od Kaszubów do Niemców. Tożsamość Słowińców z perspektywy antropologii historii (Mariusz Filip, 2012, Wydawnictwo Nauka i Innowacje, ISBN 978-83-63795-09-2)
14. Od polityki pierwotnej do postpolityki. Z dziejów anglosaskiej antropologii politycznej (Wojciech Dohnal, 2013, Wydawnictwo Nauka i Innowacje, ISBN 978-83-63795-12-2)
15. Regiony etnografii. Szkice dedykowane Profesorowi Andrzejowi Brenczowi w 70. Rocznicę urodzin (red. Jacek Schmidt, 2013, Wydawnictwo Nauka i Innowacje)
16. Nie tylko piłka w grze. Antropologiczne interpretacje Euro 2012 (red. Michał Buchowski i Małgorzata Z. Kowalska, 2015, Wydawnictwo Nauka i Innowacje)